# Jaume Fàbrega
Jaume Fàbrega i Colom (Fontcuberta, Gerona; 1948) es un historiador, periodista, crítico de arte y consultor gastronómico español, es profesor de gastronomía en la Escuela de Turismo y Dirección Hotelera de la Universidad Autónoma de Barcelona. 

## Trayectoria
Ha sido director de la colección "Pèl & Ploma" de la editorial La Magrana, la más antigua sobre literatura gastronómica, en Cataluña.
Es miembro de la Asociación Internacional de Críticos de Arte (AICA), de la Federación Internacional de Escritores y Periodistas de Turismo (FIJET), y de la Junta Directiva de la Asociación Catalana de Periodistas y Escritores de Turismo (ACPETUR), de la AELC (Associació d’ Escriptors en llengua catalana). Además es miembro del Consejo Asesor y del Comité de Honor del Congreso Catalán de Cocina y de otras entidades gastronómicas y culturales. 
Jaume Fàbrega es considerado uno de los máximos investigadores de la cocina y alimentación mediterráneas[cita requerida] y del mundo, y el primer especialista en gastronomía del área comprendida por Cataluña, Valencia, Baleares y Andorra[cita requerida]. Director de los cursos "Gastronomía y Literatura" de la Universidad Rovira i Virgili de Tarragona y de otros centros académicos, en los cuales imparte cursos de su especialidad (Universidad de Valencia, Universidad de Alicante, Universidad Catalana de Verano). Ha impartido cursos de Doctorado sobre alimentación mediterránea en el Hospital Trias i Pujol de la UAB.
Ha publicado más de 50 libros, entre ellos  obras de referencia como La cuina mediterrània, una obra enciclopédica en 12 volúmenes , La cuida del món, en 3 volúmenes, o [La cuina. Gastronomía tradicional sana]Mediterrania Edicions, en 4 volúmenes. Su obra La cuina catalana a l' abast ha sido traducida al inglés, francés y alemán, al igual que otras obras suyas, (también al castellano), como La cocina de Menorca, La cocina mediterránea o Dalícies. Es redactor de la obra de Josep Lladonosa El Gran Llibre de la Cuina Catalana  y de la de Ferran Adrià El Bulli, El sabor del Mediterráneo.
Ha obtenido, entre otros, los Premios "Robert de Nola", 1981, con Jean-François Revel, Premio de Honor "Chaîne des Rôtisseurs", 1987, "Jaume Ciurana" de Periodismo, 1987,"Raïm d' Argent", 1991, con Juan-Mari Arzak, Premio Nacional de Ensayo de Andorra, 1996, Premio de Ensayo Josep Vallverdú, 1996, Premio de Ensayo Rovira y Virgili, 1999, Premio de Ensayo Andorra, 2007, Premio de Ensayo C. Sarthou (Xàtiva, 2007). Ha sido distinguido en 5 ocasiones con los Gourmand World Cookbook Awards, y su obra seleccionada en la Exposición Internacional Olímpica del Libro de Cocina (Pekín, 2007-2008).
Ha colaborado en "Restauradores", “Bouquet”, “Mesa y más”,  “Vivir el vino”,“Descobrir cuina”, “Gazeta del Arte”, “Batik”,"La Vanguardia", “Diari de Barcelona”, “Avui”, “Nou Diari”, “Canigó”, “El Món”, “Set Dies”, “Presència”, “El punt”, y actualmente en otros medios, como "El Temps", “Mètode” (UV), “Serra d’ Or”, “Diari de Girona” etc. 
El Larousse Gastronómico lo incluye en un artículo. Néstor Luján escribió que "Jaume Fàbrega es autor de un libro conciso, brillante, modélico.Absolutamente recomendable"[cita requerida]. Xavier Domingo, a su vez, añadió: "Un día los libros de Jaume Fàbrega serán textos de referencia y autoridad cuando se hable del lenguaje culinario"[cita requerida], opiniones refrendadas por otros autores tan prestigiosos como Manuel Vázquez Montalbán,  Eliane Thibaut-Comelade, Joan Perucho o los cocineros Ferran Adrià, Santi Santamaria, Carme Ruscalleda o Joan Roca.[cita requerida]
Polémica en Twitter y dimisión
El 3 de marzo de 2018, se vio obligado a presentar su dimisión como profesor de la Escuela Universitaria de Turismo y Dirección Hotelera de la UAB, a consecuencia de un tuit xenófobo contra el partido político Ciudadanos y sus simpatizantes. Tras las muchas críticas en Twitter, Fàbrega hubo de pedir disculpas. La UAB emitió un comunicado en que declaraba "no compartir" el comentario de Fàbrega, al encontrarlo "totalmente ajeno a los valores universitarios". Finalmente, Fàbrega decidió presentar su renuncia. 
El 4 de diciembre de 2021, Fàbrega publicó un tuit en el que apoyaba el apedreamiento de la casa de un niño de cinco años de Canet de Mar cuya familia había conseguido que tuviera un 25% del horario lectivo en castellano.